# Born to Fly
Born To Fly es el 3⁰ Álbum de estudio grabado por la cantante de country Sara Evans. Lanzando 10 de octubre del año 2000 por RCA Nashville. Se lanzaron Cuatro Sencillos oficiales con su canción principal "Born To Fly", "I Could Not Ask for More" (Cover de Edwin McCain), "Saints & Angels", y "I Keep Looking". Todos los sencillos alcanzaron el top 20 en la lista Billboard Hot Country Songs de los Estados Unidos. "Born To Fly" #1, "I Could Not Ask for More" y "I Keep Looking" rompieron el Top 5 en los números #2 y #5 respectivamente,  y "Saints & Angels" alcanzó la posición #16. Born to Fly ha sido el álbum más vendido de Evans hasta la fecha, habiendo sido certificado 2 veces Platino por la Asociación de la Industria de Grabación de América (RIAA) por ventas estadounidenses de dos millones de copias. Evans fue nominada a cinco Premios CMA: Álbum del Año; canción, single y video musical (para la canción principal); y Vocalista Femenina del Año. Ganó su primer premio CMA al video musical del año. La versión internacional del álbum incluye un bonus track, "You", que más tarde fue lanzado en América del Norte como bonus track en su álbum de 2005 Real Fine Place. Born to Fly fue un álbum definitorio para Evans. Sus álbumes anteriores tenían un sonido country más neotradicional, mientras que todos sus álbumes posteriores tenían un sonido country pop más amigable, similar a Martina McBride y Faith Hill.

## Lista de canciones
| CD    |                                           |          |  |
| N.º   | Título                                    | Duración |  |
| 1.    | «Born To Fly»                             | 5:36     |  |
| 2.    | «Saints & Angels»                         | 4:24     |  |
| 3.    | «I Could Not Ask for More»                | 4:49     |  |
| 4.    | «\| Keep Looking»                         | 4:36     |  |
| 5.    | «I Learned That from You»                 | 5:09     |  |
| 6.    | «Let's Dance»                             | 4:05     |  |
| 7.    | «Why Should I Care»                       | 3:46     |  |
| 8.    | «Four-Thirty»                             | 4:32     |  |
| 9.    | «Show Me the Way to Your Heart»           | 3:54     |  |
| 10.   | «You Don't»                               | 5:11     |  |
| 11.   | «Every Little Kiss»                       | 6:04     |  |
| 12.   | «You (Bonus Track Version Internacional)» | 3:34     |  |
| 49:51 |                                           |          |  |

## Enlaces Externos
Born To Fly Discogs
Born To Fly AllMusic